# Kuhjoch
Kuhjoch är ett bergspass i Österrike.   Det ligger i distriktet Schwaz och förbundslandet Tyrolen, i den västra delen av landet, 400 km väster om huvudstaden Wien. Kuhjoch ligger 1 760 meter över havet.
Terrängen runt Kuhjoch är bergig åt sydväst, men åt nordost är den kuperad. Kuhjoch ligger uppe på en höjd. Närmaste större samhälle är Schwaz, 20,0 km sydost om Kuhjoch. 
I omgivningarna runt Kuhjoch växer i huvudsak blandskog. Runt Kuhjoch är det ganska glesbefolkat, med 42 invånare per kvadratkilometer.